# Before the Flood
Pour les articles homonymes, voir Before the Flood (homonymie).
Lives par Bob Dylan
Planet Waves
(1974) Blood on the Tracks
(1975)
Lives par The Band
Planet Waves
(1974) The Basement Tapes
(1975)
Before the Flood est un album en concert de Bob Dylan avec le groupe The Band. Sorti en 1974, il s'agit du premier album live de Dylan. Il documente la tournée donnée par Dylan avec The Band entre janvier et février 1974, sa première depuis 1966.
La quasi-totalité des morceaux proviennent des concerts donnés les 13 et 14 février 1974 au Forum d'Inglewood, près de Los Angeles. Seule Knockin' on Heaven's Door provient d'une autre source : le concert du 30 janvier au Madison Square Garden de New York.

## Fiche technique

### Chansons
Toutes les chansons sont écrites et composées par Bob Dylan, sauf indication contraire.
| 1. | Most Likely You Go Your Way (And I'll Go Mine) (en) | le 14 février (soir)       | 4:15 |
| 2. | Lay Lady Lay                                        | le 13 février              | 3:14 |
| 3. | Rainy Day Women No. 12 & 35                         | le 13 février              | 3:27 |
| 4. | Knockin' on Heaven's Door                           | le 30 janvier à New York   | 3:51 |
| 5. | It Ain't Me, Babe                                   | le 14 février (soir)       | 3:40 |
| 6. | Ballad of a Thin Man                                | le 14 février (après-midi) | 3:41 |

| 7.  | Up on Cripple Creek (en)             | Robbie Robertson | le 14 février (soir)       | 5:25 |
| 8.  | I Shall Be Released                  |                  | le 14 février (après-midi) | 3:50 |
| 9.  | Endless Highway                      | Robbie Robertson | le 14 février (soir)       | 5:10 |
| 10. | The Night They Drove Old Dixie Down  | Robbie Robertson | le 14 février (soir)       | 4:24 |
| 11. | Stage Fright (en) (Robbie Robertson) |                  | le 14 février (soir)       | 4:45 |

| 1. | Don't Think Twice, It's All Right    |                                  | le 14 février (soir)       | 4:36 |
| 2. | Just Like a Woman                    |                                  | le 14 février (soir)       | 5:06 |
| 3. | It's Alright, Ma (I'm Only Bleeding) |                                  | le 14 février (soir)       | 5:48 |
| 4. | The Shape I'm In (en)                | Robbie Robertson                 | le 14 février (après-midi) | 4:01 |
| 5. | When You Awake (en)                  | Richard Manuel, Robbie Robertson | le 14 février (après-midi) | 3:13 |
| 6. | The Weight                           | Robbie Robertson                 | le 13 février              | 4:47 |

| 7.  | All Along the Watchtower | le 14 février (après-midi)        | 3:07 |
| 8.  | Highway 61 Revisited     | le 14 février (soir)              | 4:27 |
| 9.  | Like a Rolling Stone     | le 13 février                     | 7:09 |
| 10. | Blowin' in the Wind      | les 13 et 14 février (après-midi) | 4:30 |

### Musiciens
- Bob Dylan : chant, guitares, harmonica, piano
- Rick Danko : chant, basse, violon
- Levon Helm : chant, batterie, mandoline
- Garth Hudson : orgue Hammond, clavinet, piano, claviers, saxophones
- Richard Manuel : chant, piano, piano électrique, orgue, batterie
- Robbie Robertson : chant, guitares

### Classements et certifications
| Classement                    | Meilleure place |
| ----------------------------- | --------------- |
| Allemagne (Media Control AG)  | 24              |
| Autriche (Ö3 Austria Top 40)  | 3               |
| États-Unis (Billboard 200)    | 3               |
| Norvège (VG-lista)            | 6               |
| Pays-Bas (Mega Album Top 100) | 7               |
| Royaume-Uni (UK Albums Chart) | 8               |

| Pays              | Certification | Date             | Ventes certifiées |
| ----------------- | ------------- | ---------------- | ----------------- |
| États-Unis (RIAA) | Platine       | 8 septembre 1997 | 1 000 000         |
| Royaume-Uni (BPI) | Or            | 8 mai 2020       | 100 000           |